# HMS Renown (1916)
HMS Renown là một tàu chiến-tuần dương của Hải quân Hoàng gia Anh Quốc, là chiếc dẫn đầu trong lớp của nó vốn bao gồm cả chiếc Repulse. Nó đã phục vụ trong cả cuộc Chiến tranh Thế giới thứ nhất lẫn thứ hai, và là chiếc tàu chiến-tuần dương của Anh duy nhất còn sống sót sau khi Thế Chiến II kết thúc, trước khi bị tháo dỡ vào tháng 3 năm 1948.

## Thiết kế và chế tạo
Cả hai chiếc trong lớp Renown ban đầu được chế tạo như những thiết giáp hạm thuộc lớp Revenge cùng với một chiếc thứ ba sẽ được đặt tên là Resistance, nhưng việc đặt hàng bị tạm ngưng sau khi Chiến tranh Thế giới thứ nhất nổ ra. Vài tháng sau, Thứ trưởng thứ nhất Hải quân Anh Đô đốc Jackie Fisher sử dụng ảnh hưởng cá nhân của ông để tái khởi động việc chế tạo Renown và Repulse theo một thiết kế mới như những tàu chiến-tuần dương với trọng lượng rẽ nước 26.500 tấn.
Renown được đặt lườn bởi hãng Fairfield Shipbuilding & Engineering tại Govan, Scotland vào ngày 25 tháng 1 năm 1915, được hạ thủy vào ngày 4 tháng 3 năm 1916 và được đưa ra hoạt động vào ngày 20 tháng 9 cùng năm.

## Lịch sử hoạt động

### Chiến tranh Thế giới thứ nhất
Được hoàn tất vào tháng 9 năm 1916, Renown được đưa ra quá trễ để có thể tham gia trận Jutland, nhưng đã phục vụ trong Hạm đội Grand tại Bắc Hải trong hai năm còn lại của Chiến tranh Thế giới thứ nhất. Thứ trưởng thứ nhất Hải quân tương lai John H. D. Cunningham đã từng phục vụ trên Renown trong một thời gian như một hoa tiêu cao cấp.

### Giữa hai cuộc thế chiến

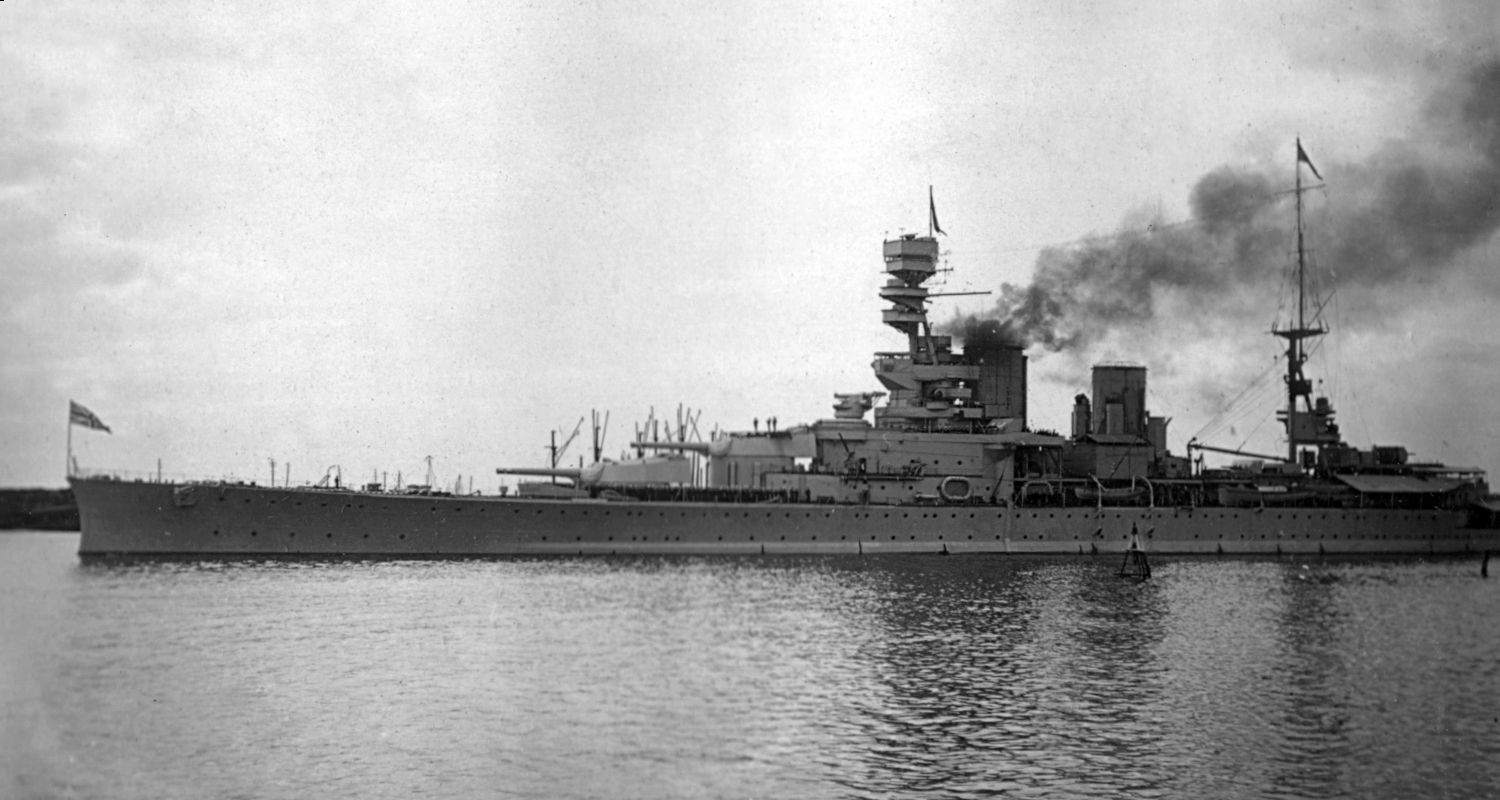
HMS Renown tại Fremantle, Western Australia, đưa Công tước York và phu nhân quay trở lại Anh Quốc vào năm 1927.

Vào năm 1920-1921, sau một đợt tái trang bị, Renown đã cùng Hoàng tử xứ Wales thực hiện chuyến đi đến Australia, New Zealand và Hoa Kỳ. Trong những năm 1923-1926, nó được tái cấu trúc rộng rãi hầu tăng cường sự bảo vệ chống lại đạn pháo và ngư lôi; rồi đến năm 1927 nó lại đưa Vua George VI, lúc đó còn là Công tước xứ York, cùng phu nhân đến Australia và New Zealand.
Sau thêm 10 năm phục vụ, Renown được tái cấu trúc, thay đổi hình dáng đáng kể khi được trang bị cầu tàu chỉ huy tương tự như Valiant, hiện đại hóa hệ thống phòng không, thiết bị phóng máy bay nâng cao, các hệ thống kiểm soát hỏa lực mới nhất kể cả hệ thống kiểm soát hỏa lực phòng không HACS MkIV và bộ điều khiển Admiralty Fire Control Table Mk VII cho dàn pháo chính, cũng như bổ sung thêm vỏ giáp. Công việc này được hoàn tất vào tháng 9 năm 1939, ngay khi Chiến tranh Thế giới thứ hai vừa nổ ra. Trong việc tái trang bị này, con tàu lại có biệt danh là "HMS Refit" (tái trang bị). Thực ra con tàu đã từng bị đặt tên là "HMS Refit" ngay từ năm 1916, do việc phải bổ sung vội vã vỏ giáp tăng cường để khắc phục những yếu kém trong phòng thủ của những tàu chiến-tuần dương, được bộc lộ qua những thiệt hại tại Jutland; tương tự như thế, con tàu chị em Repulse cũng từng bị đạt tên lóng là "HMS Repair" (sửa chữa).

### Chiến tranh Thế giới thứ hai

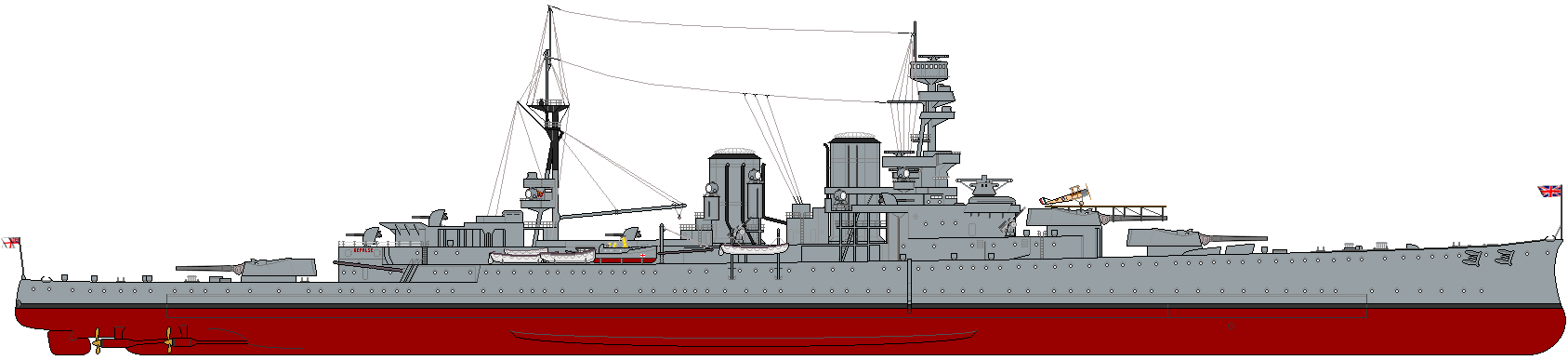
HMS Repulse như nó hiện hữu vào năm 1919

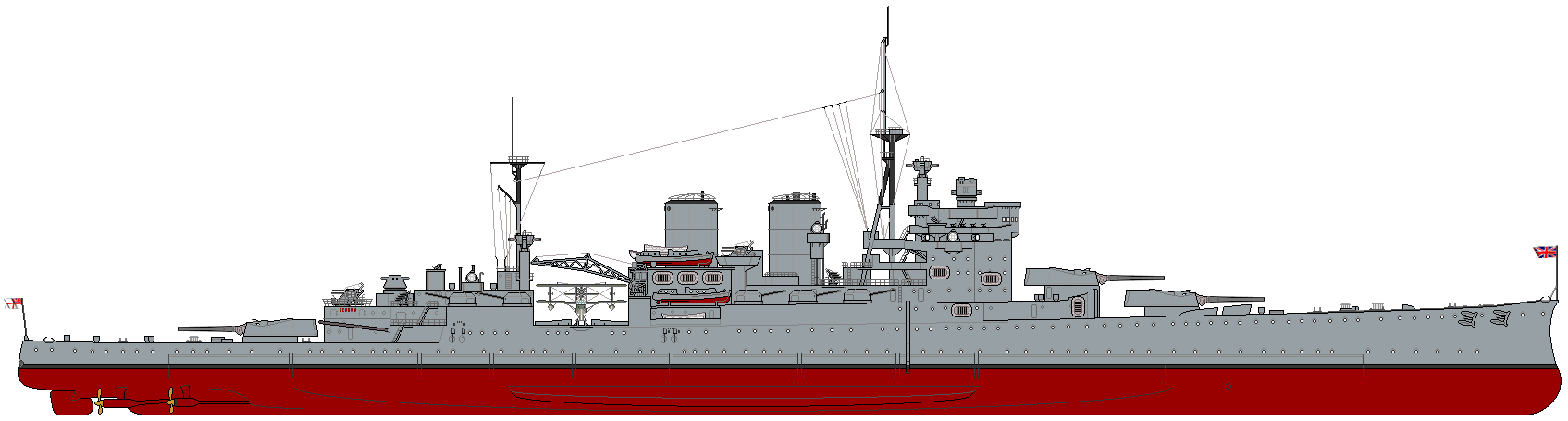
HMS Renown sau khi tái cấu trúc vào năm 1939

Tốc độ cao của Renown khiến cho nó trở thành một tàu chiến có giá trị trong Chiến tranh Thế giới thứ hai. Vào cuối năm 1939, nó được gửi đến khu vực Nam Đại Tây Dương để truy tìm chiếc thiết giáp hạm bỏ túi Đức Admiral Graf Spee. Sau đó nó nằm trong thành phần bảo vệ cho các họạt động rải mìn (Chiến dịch Wilfred) dọc theo bờ biển Na Uy vào đầu tháng 4 năm 1940; vào ngày 9 tháng 4, khi thời tiết rất xấu, đã có cuộc đụng độ ngắn ngủi với các tàu chiến-tuần dương Đức Scharnhorst và Gneisenau, gây hư hại cho chiếc sau với ba phát bắn trúng đích nhưng bản thân nó cũng bị bắn trúng hai lần. Từ cuối năm 1940 cho đến 1941, Renown hoạt động cùng Lực lượng "H" đặt căn cứ tại Gibraltar, nhằm cung cấp sự hiện diện chiến lược tại cả Đại Tây Dương lẫn Địa Trung Hải. Trong giai đoạn này, nó đã pham gia bắn pháo xuống Genoa, Ý, vào tháng 2 năm 1941. Trong tháng 5, nó tham gia việc truy đuổi thiết giáp hạm Đức Bismarck, tuy nhiên nó nhận được mệnh lệnh đặc biệt không được đối đầu sau việc chiếc Hood bị đánh chìm trong trận chiến eo biển Đan Mạch.
Sau khi phục vụ cùng Hạm đội Nhà trong những năm 1942-1943, Renown được gửi đến gia nhập Hạm đội Viễn Đông tại Ấn Độ Dương. Trong giai đoạn này nó đã từng đưa Thủ tướng Winston Churchill đi Hoa Kỳ tham dự buổi họp chuẩn bị cho Hội nghị Tehran, và được cư dân Leicester trao tặng một bộ chuông tay để sử dụng trong các nghi lễ tôn giáo, địa phương mà con tàu kết nghĩa trong Tuần lễ Tàu chiến năm 1942 (được ghi nhớ bởi một lá thư của thuyền trưởng, hiện đang được trưng bày tại Nhà thờ Leicester). Hoạt động từ căn cứ ở Ceylon trong những năm 1944- 1945, nó đã giúp vào việc kiềm chế lực lượng Nhật Bản tại Đông Ấn vào giai đoạn kết thúc Thế Chiến II.
Renown là một trong bốn tàu chiến-tuần dương khắp thế giới còn sống sót sau Chiến tranh Thế giới thứ hai — những chiếc kia bao gồm hai "tàu tuần dương lớn" lớp Alaska của Hải quân Hoa Kỳ được chế tạo trong chiến tranh và chiếc TCG Yavuz của Thổ Nhĩ Kỳ nguyên là chiếc SMS Goeben do Đức chế tạo năm 1911. Renown còn phục vụ một thời gian ngắn sau chiến tranh tại vùng biển nhà Anh Quốc như một tàu huấn luyện đốt lò cho Cơ sở Huấn luyện HMS Imperieuse, trước khi bị bán để tháo dỡ vào tháng 3 năm 1948. Nó là chiếc tàu chiến-tuần dương cuối cùng của Đô đốc Jackie Fisher bị tháo dỡ, chỉ tồn tại lâu hơn chiếc Furious vài ngày.